# وودفيل (أوهايو)
وودفيل، أوهايو

وودفيل (بالإنجليزية: Woodville)‏ هي مدينة أمريكية تقع في ولاية أوهايو. تبلغ مساحة هذه المدينة 3.2 (كم²)،ويبلغ عدد سكانها 1977 نسمة حسب إحصاء سنة 2010 م 1977.تشير إحصاءات سنة 2000م بأن الكثافة السكانية في هذه المدينة تقدر بـ(610.7) نسمة/كم2 

## التركيبة السكانية
قام مكتب تعداد الولايات المتحدة بتحديد بيانات التركيبة السكانية لوودفيل في تعداد الولايات المتحدة. في ما يلي، التركيبة السكانية حسب تعدادي 2000 و2010.

### تعداد عام 2000
بلغ عدد سكان وودفيل 1,977 نسمة بحسب تعداد عام 2000، وبلغ عدد الأسر 786 أسرة وعدد العائلات 558 عائلة مقيمة في القرية. في حين سجلت الكثافة السكانية 1,585.7 نسمة لكل ميل مربع (612.2/كم2). وبلغ عدد الوحدات السكنية 815 وحدة بمتوسط كثافة قدره 653.7 نسمة لكل ميل مربع (252.4/كم2).
وتوزع التركيب العرقي للقرية بنسبة 97.67% من البيض و 0.25% من الأمريكيين الأصليين و 0.15% من الأمريكيين الأفارقة و 1.06% من عرقين مختلطين أو أكثر.
بلغ عدد الأسر 786 أسرة كانت نسبة 37.0% منها لديها أطفال تحت سن الثامنة عشر تعيش معهم، وبلغت نسبة الأزواج القاطنين مع بعضهم البعض 59.8% من أصل المجموع الكلي للأسر، ونسبة 8.3% من الأسر كان لديها معيلات من الإناث دون وجود شريك، وكانت نسبة 28.9% من غير العائلات. تألفت نسبة 25.4% من أصل جميع الأسر من أفراد ونسبة 14.2% كانوا يعيش معهم شخص وحيد يبلغ من العمر 65 عاماً فما فوق. وبلغ متوسط حجم الأسرة المعيشية 3.04، أما متوسط حجم العائلات فبلغ 2.52.
بلغ العمر الوسطي للسكان 38 عاماً. وكانت نسبة 27.8% من القاطنين تحت سن الثامنة عشر، وكانت نسبة 5.6% بين الثامنة عشر والأربعة وعشرون عاماً، ونسبة 28.5% كانت واقعةً في الفئة العمرية ما بين الخامسة والعشرون حتى والأربعة وأربعون عاماً، ونسبة 22.5% كانت ما بين الخامسة والأربعون حتى الرابعة والستون، ونسبة 15.6% كانت ضمن فئة الخامسة والستون عاماً فما فوق. يوجد لكل 100 أنثى 90.8 ذكر، ويوجد لكل 100 أنثى في الثامنة عشر من عمرها فما فوق 86.5 ذكر.
بلغ متوسط دخل الأسرة في القرية 47,039 دولار، أما متوسط دخل العائلة فبلغ 56,467 دولار. وكان متوسط دخل الذكور 38,793 دولار مقابل 28,350 دولار للإناث. وسجل دخل الفرد الخاص بالقرية 21,414 دولار. وكانت نسبة 2.3% من العائلات ونسبة 3.9% من السكان تحت خط الفقر، وكان من هؤلاء نسبة 4.3% تحت سن الثامنة عشر ونسبة 4.4% في الخامسة والستين من العمر وما فوق.

### تعداد عام 2010
بلغ عدد سكان وودفيل 2,135 نسمة بحسب تعداد عام 2010، وبلغ عدد الأسر 850 أسرة وعدد العائلات 581 عائلة مقيمة في القرية. في حين سجلت الكثافة السكانية 1,605.3 نسمة لكل ميل مربع (619.8/كم2). وبلغ عدد الوحدات السكنية 894 وحدة بمتوسط كثافة قدره 672.2 لكل ميل مربع (259.5/كم2).
وتوزع التركيب العرقي للقرية بنسبة 96.3% من البيض و 0.1% من الأمريكيين الأصليين و 0.8% من الأمريكيين ذوي الأصول الآسيوية و 0.3% من الأمريكيين الأفارقة و 0.8% من عرقين مختلطين أو أكثر.
بلغ عدد الأسر 850 أسرة كانت نسبة 33.5% منها لديها أطفال تحت سن الثامنة عشر تعيش معهم، وبلغت نسبة الأزواج القاطنين مع بعضهم البعض 55.9% من أصل المجموع الكلي للأسر، ونسبة 8.8% من الأسر كان لديها معيلات من الإناث دون وجود شريك، بينما كانت نسبة 3.6% من الأسر لديها معيلون من الذكور دون وجود شريكة وكانت نسبة 31.6% من غير العائلات. تألفت نسبة 27.5% من أصل جميع الأسر من أفراد ونسبة 13.6% كانوا يعيش معهم شخص وحيد يبلغ من العمر 65 عاماً فما فوق. وبلغ متوسط حجم الأسرة المعيشية 3.07، أما متوسط حجم العائلات فبلغ 2.51.
بلغ العمر الوسطي للسكان 39.1 عاماً. وكانت نسبة 25.5% من القاطنين تحت سن الثامنة عشر، وكانت نسبة 7.6% بين الثامنة عشر والأربعة وعشرون عاماً، ونسبة 24.6% كانت واقعةً في الفئة العمرية ما بين الخامسة والعشرون حتى والأربعة وأربعون عاماً، ونسبة 26.8% كانت ما بين الخامسة والأربعون حتى الرابعة والستون، ونسبة 15.4% كانت ضمن فئة الخامسة والستون عاماً فما فوق. وتوزع التركيب الجنسي للسكان بنسبة 48.7% ذكور و51.3% إناث.

## الموقع الجغرافي
الموقع الجغرافي للمناطق المحيطة بهذه النقطة هو كالتالي: